# Government Communications Headquarters

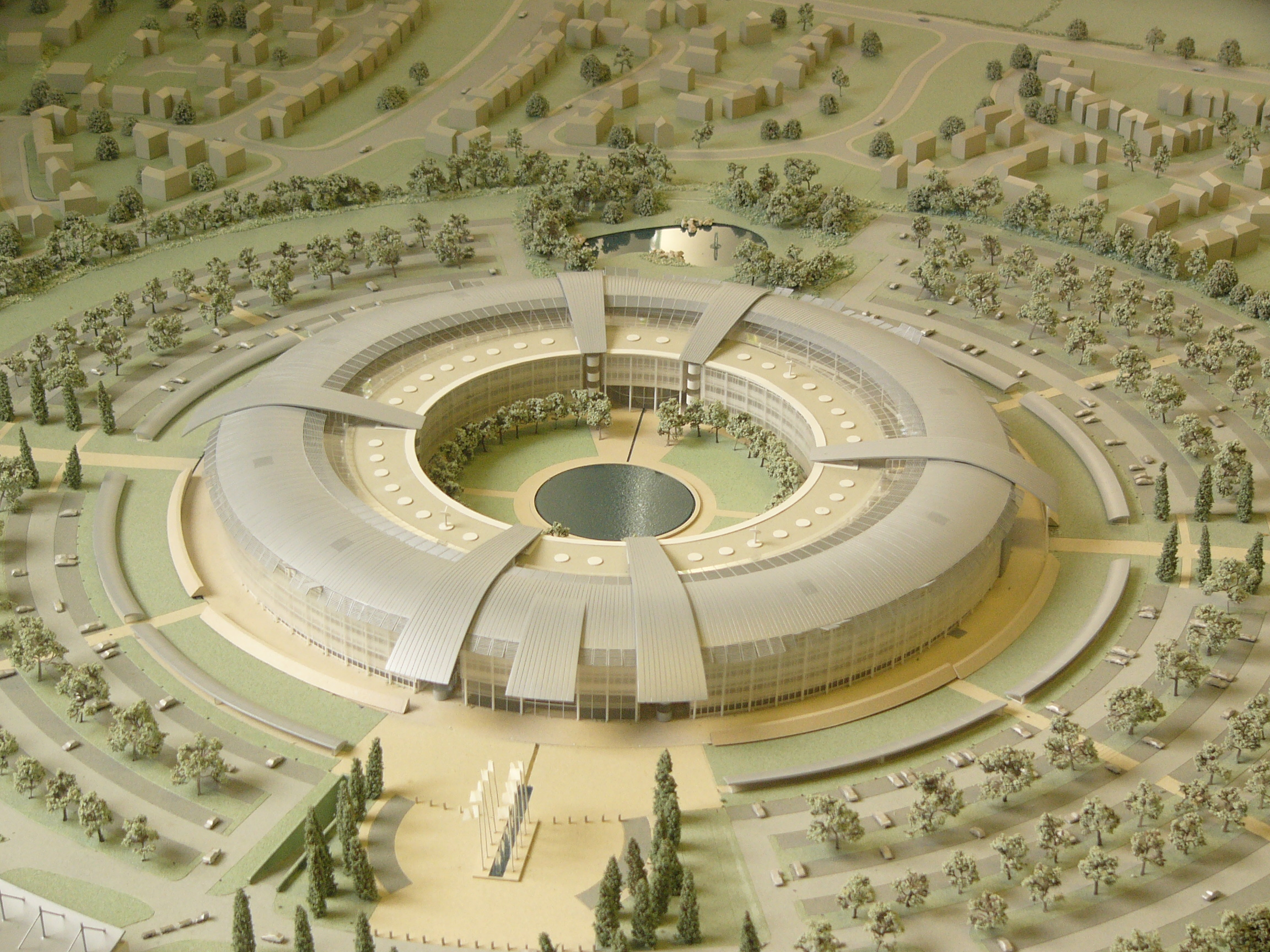
Modelo do edifício sede do GCHQ em Cheltenham

O Government Communications Headquarters (GCHQ) é um serviço de inteligência britânico encarregado da segurança e da espionagem e contraespionagem nas comunicações, atividades tecnicamente conhecidas como SIGINT (Inteligência de sinais). O órgão também é responsável pela garantia de informação ao Governo Britânico e às Forças Armadas daquele país. Está sediado em Cheltenham.
Ele faz parte do grupo de cinco Estados chamados de "Os Cinco Olhos", a saber: Estados Unidos da América (EUA), Canadá, Austrália, Nova Zelândia e Reino Unido.

## Atividades
CESG (Communications-Electronics Security Group) é o braço do GCHQ que trabalha para proteger as comunicações e os sistemas de informação do governo e áreas críticas de infraestrutura nacional do Reino Unido.
O GCHQ, inicialmente chamado Government Code and Cypher School (GCCS ou GC&CS), foi criado após a Primeira Guerra Mundial a partir da Bletchley Park e como resultado da fusão da Room 40 (serviço de criptografia da Marinha Real Britânica) e do MI-8 (serviço de criptografia do Exército Britânico). Em 1946, adotou a sigla GCHQ, mantida até hoje.
Durante a Segunda Guerra Mundial, participou ativamente na luta contra o nazismo, sendo o responsável pela gestão do projeto Enigma que usava a criptografia para proteger e, consequentemente, descriptografar as mensagens inimigas das forças alemãs.

## Parcerias
Por meio do tratado UKUSA, o GCHQ compartilha informações com a National Security Agency (NSA), agência de segurança estadunidense, mantendo atividades no Reino Unido com o recolhimento e a análise de informações para o projeto Echelon.
O GCHQ possui uma estação na Ilha de Ascensão, de onde também é feita a interceptação dos sinais de rádio e de satélite advindos de boa parte da América do Sul e da África, por intermédio do mencionado sistema Echelon. Há estações de interceptação de sinais de satélite existentes na ilha, além do grande número de antenas de rádio e de satélite espalhadas por toda a Ilha de Ascensão.
Em 2013, as revelações de Edward Snowden confirmaram e acrescentaram informações sobre as atividades de espionagem do GCHQ. O programa para Exploração Global das Telecomunicações mostrou a ligação do GCHQ com o sistema de Vigilância global da NSA.

## Participaçāo no sistema de Vigilância global da NSA
O sistema de vigilância global da NSA foi revelado em junho de 2013 no jornal The Guardian, baseado em documentos delatados por Edward Snowden. São participantes também desse sistema os demais Estados signatários do Tratado de Segurança UK-USA conhecido como "Cinco Olhos" (Five Eyes - em inglês). Os membros participantes são: Estados Unidos, Canadá, Austrália, Nova Zelândia e Reino Unido.
Através de vários programas, entre eles o programa de vigilância telefônica chamado Exploração Global das Telecomunicações, a agência de inteligência britânica colabora e participa ativamente do sistema de Vigilância global da Agência de Segurança Nacional.
A existência do programa Exploração Global das Telecomunicações do GCHQ foi revelada ao mesmo tempo que a de seu programa irmão, o programa de vigilância "Dominando a Internet".

### Optic Nerve
Optic Nerve é um programa de vigilância do GCHQ com colaboração da NSA que permite que aos seus analistas interceptar e armazenar as imagens de webcams de milhões de usuários da Internet.
Em um período de apenas seis meses, documentos revelados por Edward Snowden mostram que o Serviço Britânico GCHQ, coletou dados de cerca de 1.8 milhões de usuários, incluindo imagens sexuais intimas.
Os documentos mostram que o programa Optic Nerve salvou uma imagem a cada cinco minutos.

#### Tecnologia de Reconhecimento Facial
Os documentos também mostram que GCHQ vem testando buscas automáticas com base na tecnologia de Reconhecimento facial, para as pessoas que se assemelham a alvos do GCHQ.
Uma apresentação sobre o sistema diz: "Você procurar identidades semelhantes ao seu alvo e você será capaz de solicitar comparação automática da faces semelhantes as do seu alvo ".

## Revelações da vigilância global em 2014
Em abril de 2014, o The Intercept publicou informações sobre a colaboração do GCHQ com a NSA, mostrando que o GCHQ omitiu, até mesmo dos membros do Parlamento britânico, a extensão de suas atividades conjuntas com a NSA. As revelações levaram os parlamentares britânicos a exigir uma revisão rigorosa das atividades clandestinas do órgão, uma vez que, na primeira vez que isto foi feito, o GCHQ não forneceu dados sobre as proporções reais da sua participação na vigilância global com a NSA.